# Richard McCabe
Richard McCabe (Glasgow, 18 augustus 1960), geboren als William McCabe, is een Schots acteur.

## Biografie
McCabe werd geboren in Glasgow bij een Schotse vader en een Franse moeder. Na een vroegtijdige dood van zijn vader en het hertrouwen van zijn moeder groeide hij op in Sussex. Het acteren leerde hij aan de Royal Academy of Dramatic Art in Bloomsbury (Londen).
McCabe begon in 1987 met acteren in de televisieserie Bulman, waarna hij nog meerdere rollen speelde in televisieseries en films. Hij speelde in onder andere Notting Hill (1999), Master and Commander: The Far Side of the World (2003), The Duchess (2008) en Wallander (2008-2015). Naast het acteren voor televisie is hij ook actief in het theater, zo is hij ook veel actief voor het Royal Shakespeare Company. Voor zijn theaterwerk heeft hij een Laurence Olivier Award (2013) en een Tony Award (2015) gewonnen.

## Filmografie

### Films
Uitgezonderd korte films.
- 2023 Napoleon - als lord Whitworth
- 2021 Cyrano - als priester
- 2021 SAS: Red Notice - als Callum
- 2020 The Duke - als Rab Butler
- 2019 1917 - als kolonel Collins
- 2018 The Little Stranger - als dr. Seeley
- 2017 Goodbye Christopher Robin - als Rupert
- 2017 Rangoon - als majoor-generaal Harding
- 2016 Mindhorn - als Geoffrey Moncrieff
- 2015 Eye in the Sky - als George Matherson
- 2015 The Scandalous Lady W - als Lord North
- 2013 Legacy - als Gerry
- 2013 The Invisible Woman - als Mark Lemon
- 2013 National Theatre Live: The Audience - als Harold Wilson
- 2012 The Best of Men - als dr. Cowan
- 2008 Einstein and Eddington - als Frank Dyson
- 2008 The Duchess - als sir James Hare
- 2007 Nightwatching - als Bloemfeldt
- 2005 The Constant Gardener - als Arthur Hammond
- 2004 Vanity Fair - als The King
- 2004 The Tulse Luper Suitcases, Part 2: Vaux to the Sea - als Horace
- 2003 Master and Commander: The Far Side of the World - als mr. Higgins
- 1999 Notting Hill - als Tony
- 1999 Killer Net - als DI George Colby

### Televisieseries
Uitgezonderd eenmalige gastrollen.
- 2022 The Pentaverate - als Exalted Pikeman Higgins - 4 afl.
- 2022 Anatomy of a Scandal - als Brian Taylor - 3 afl.
- 2021 A Very British Scandal - als George Whigham - 3 afl.
- 2020 The English Game - als kolonel Jackson - 2 afl.
- 2018 Collateral - als Peter Westbourne - 3 afl.
- 2016-2017 Poldark - als mr. Trencrom - 4 afl.
- 2017 Harlots - als Justice Cunliffe - 8 afl.
- 2016 Doctor Thorne - als Frank Gresham sr. - 3 afl.
- 2008-2015 Wallander - als Nyberg - 11 afl.
- 2015 Indian Summers - als Stafford Armitage - 4 afl.
- 2014 The Great Fire - als Lord Hyde - 3 afl.
- 2014 Peaky Blinders - als Winston Churchill - 2 afl.
- 2013 Borgia - als King Federigo d'Aragona - 2 afl.
- 2005 To the Ends of the Earth - als mr. Brocklebank - 3 afl.
- 2003 Waking the Dead - als Karl Meerman - 2 afl.
- 2000 Trial and Retribution - als Roger Barker - 2 afl.
- 1999 The Vice - als Michael Walden - 2 afl.

- Bibsys: 13043386
- Biblioteca Nacional de España: XX4938805
- Bibliothèque nationale de France: cb14034248v (data)
- Gemeinsame Normdatei: 1099346258
- International Standard Name Identifier: 0000 0001 1644 5731
- Library of Congress Control Number: no2008050126
- Nationale Bibliotheek van Israël: 987007374687105171
- Système universitaire de documentation: 223996114
- Virtual International Authority File: 53954819
- WorldCat: E39PBJjXmTGy9GQfqHKhWypdcP